# Streptanthus batrachopus
Streptanthus batrachopus är en korsblommig växtart som beskrevs av J.L. Morrison. Streptanthus batrachopus ingår i släktet Streptanthus och familjen korsblommiga växter. Inga underarter finns listade i Catalogue of Life.